# Widok Skierniewice
Miejski Ludowy Klub Sportowy „Widok” Skierniewice – polski klub piłkarski założony w Skierniewicach w 1978 roku. Siedziba klubu mieści się przy ulicy Nowobielańskiej 102 i należy do dzielnicy Widok.
Klub jest jednosekcyjnym stowarzyszeniem kultury fizycznej prowadzącym szkolenie dzieci i młodzieży w piłce nożnej. W przeszłości w klubie działały sekcje innych dyscyplin sportowych, ale zawsze dominującą była sekcja piłki nożnej.
Największym sportowym sukcesem Widoku na poziomie seniorskim była gra na poziomie III ligi w sezonie 1996/97 (gr. łódzka), jednak sukces ten stał się pierwszym krokiem do próby zlikwidowania klubu. Po wywalczeniu awansu do III ligi w sezonie 1995/1996, kiedy to Widok wyprzedził lokalnego rywala Vis Kier (będącego następcą Unii Skierniewice) władze miasta wspólnie z grupą wpływowych osób doprowadziły do połączenia obu zespołów i w III lidze drużyna występowała już pod nazwą Widok-Unia Skierniewice. Po zakończeniu sezonu kolejne działania doprowadziły, do odebrania Widokowi prawa do gry w IV lidze i przeniesieniu tych praw na Unię Skierniewice.
W sezonie 1998/1999 drużyna seniorów Widoku złożona z wychowanków klubu rozpoczęła rozgrywki od najniższej klasy rozgrywkowej (klasa B), by po 4 latach w sezonie 2000/2001 awansować do IV ligi łódzkiej. Po rocznej grze na tym poziomie Widok spadł do klasy okręgowej. Przez kolejne lata klub rywalizował na poziomie ligi okręgowej prowadząc również szkolenie w kategoriach młodzieżowych.
Rok 2008 był początkiem dużych zmian w klubie. Ich celem miało być usystematyzowanie i podniesienie poziomu szkolenia dzieci i młodzieży. We wrześniu 2008 roku klub rozpoczął nabór dzieci z rocznika 2002 (wówczas pięcio- i sześciolatków). Zupełnie nowe podejście do naborów, zmiana sposobu prowadzenia zajęć treningowych, bliska współpraca z rodzicami sprawiły, że pomysł ten okazał się „strzałem w dziesiątkę”. Zainteresowanie rodziców i dzieci zajęciami piłkarskimi dla przedszkolaków było tak duże, że do klubu zgłaszali się kolejni chętni. Szybko utworzono grupy kolejnych rocznik (2003 i 2004). W roku 2010 na skutek wniosku rodziców i dużej grupy trenerów oraz zawodników zwołano Nadzwyczajne Walne Zebranie Członków. Władzę w klubie powierzono grupie osób, która od 2008 wprowadzała w zmiany. Nowy zarząd plan swojego działania określił hasłem „Stawiamy Na Dzieci”, co znalazło odzwierciedlenie w kolejnych podejmowanych działaniach.
Po zakończeniu sezonu 2010/2011, w związku z problemami organizacyjnymi w zespole seniorów klub podjął decyzję o wycofaniu I drużyny z rozgrywek skierniewickiej ligi okręgowej seniorów. W klubie pozostały tylko drużyny młodzieżowe.
W 2011 roku Widok Skierniewice, jako pierwszy klub w Polsce, podpisał umowę na szkolenie zawodników według metody Coerver Coaching. Programem zostało objętych 80 zawodników z roczników 2000-2003, trenujących pod okiem klubowych trenerów, którzy po zakończeniu kursu uzyskali uprawnienia do prowadzenia zajęć wg metody Coerver Coaching.
Pod koniec 2011 roku, kolejne kłopoty organizacyjno-finansowe czwartoligowego zespołu SAS Unia Skierniewice, postawiły pod znakiem zapytania dalsze funkcjonowanie tego klubu. Zarząd MLKS Widok po rozmowach z władzami miasta i klubu SAS Unia, wyraził chęć pomocy młodzieży grającej w SAS Unia jak i pracującym tam trenerom, na skutek czego od początku 2012 roku objął ich swoją opieką. Po zakończeniu sezonu 2011/2012 wszyscy zawodnicy (młodzież i seniorzy) oraz trenerzy SAS Unia przeszli do Widoku Skierniewice. Klub SAS Unia spadając z 4 ligi zakończył swoje funkcjonowanie.
W przerwie letniej pojawiła się możliwość, aby drużyna seniorów (drużyna przejęta z klubu SAS Unia), mimo spadku z IV ligi, kontynuowała grę na tym poziomie rozgrywkowym. Zarząd Widoku po rozmowach z władzami miasta, zdecydował się na grę w IV lidze łódzkiej i na koniec sezonu 2013/2014 zajął 5 miejsce w tabeli.
W kolejnym sezonie, po rezygnacji władz miasta z finansowania piłki seniorskiej, Widok grając przez cały sezon drużyną składającą się głównie z juniorów spadł do klasy okręgowej.
W tych latach priorytetem w klubie było szkolenie dzieci i młodzieży. Przez okres 4 lat (2009-2013) Widok zwiększył liczbę trenujących młodych zawodników z około 100 do blisko 400, a drużyny zaczęły odnosić liczne sukcesy w rozgrywkach na arenie ogólnopolskiej.
Od 2010 roku klub cyklicznie organizuje turnieje dla dzieci pod nazwą „Widok Cup”, które corocznie gromadzą od 600 do 1000 zawodników z Polski i zagranicy. Zaproszenie do turniejów przyjmują największe polskie kluby, jak również zespoły z Białorusi czy Ukrainy, a patronat nad nimi kilka razy obejmował Polski Związek Piłki Nożnej.
W sezonie 2015/2016 Widok odniósł największy sukces ligowy w piłce młodzieżowej, kiedy to drużyna Widoku (rocznik 2002) wygrała I ligę wojewódzką Trampkarz C2 i stała się wówczas jedyną drużyną z okręgu skierniewickiego, która tego dokonała. W kolejnych sezonach ten zespół jeszcze trzykrotnie kończył rozgrywki na podium I ligi wojewódzkiej. Kolejnym zespołem, który znalazł się na podium I ligi wojewódzkiej był rocznik 2004, który w sezonie 2017/2018 i w rundzie jesiennej sezonu 2018/2019 zajął trzecie miejsce. Warte podkreślenia jest to, że od drużyny rocznika 2002 wszystkie zespoły grają lub grały na poziomie ligi wojewódzkiej.
Systematyczne szkolenie sprawiło, że w chwili obecnej Widok Skierniewice jest najlepiej szkolącym klubem w okręgu skierniewickim i znajduje się w ścisłej czołówce województwa łódzkiego. Świadczyć mogą o tym nie tylko wyniki w rozgrywkach ligowych czy turniejach, ale również liczba zawodników powoływanych na konsultację czy mecze kadr wojewódzkich (ponad 40 zawodników w ostatnich 6 latach), na zgrupowania Letniej i Zimowej Akademii Młodych Orłów (6 zawodników), młodzieżowych Reprezentacji Polski (4 zawodników) czy wychowanków klubu trafiających do czołowych akademii piłkarskich w Polsce (m.in. Lech, Legia, Jagiellonia, Cracovia) oraz tych zapraszanych na testy do klubów zagranicznych (m.in. włoskich Hellas Verona czy US Cremonese).
Kolejnym etapem zmian zapoczątkowanych w 2008 roku jest budowa zespołu seniorów w oparciu o chłopców, którzy byli szkoleni w klubie od 2008 roku. Efektem tego było włączenie na początku 2018 roku zawodników z rocznika 2002 (wówczas 15 -latków) do zespołu seniorów i rozpoczęcie na nich budowy I zespołu. W przerwie letniej 2018 roku do zespołu seniorów włączeni zostali chłopcy z rocznika 2003. W chwili obecnej drużyna ta rywalizuje na poziomie skierniewickiej ligi okręgowej seniorów.

## Sukcesy
- Gra w III lidze[1] – 1996/1997
- Gra IV lidze – 2001/2002
- Awans do IV ligi – 2012/13

## Klub w rozgrywkach ligowych
Źródła:
| Sezon     | Liga                             | Poziom ligowy | Pozycja w tabeli | Uwagi                    |
| --------- | -------------------------------- | ------------- | ---------------- | ------------------------ |
| 1999/2000 | klasa okręgowa, gr. Skierniewice | V             | 4/14             |                          |
| 2000/2001 | klasa okręgowa, gr. Skierniewice | V             | 1/14             | awans                    |
| 2001/2002 | IV liga, gr. łódzka              | IV            | 18/18            | spadek                   |
| 2002/2003 | klasa okręgowa, gr. Skierniewice | V             | 2/14             |                          |
| 2003/2004 | klasa okręgowa, gr. Skierniewice | V             | 5/15             |                          |
| 2004/2005 | klasa okręgowa, gr. Skierniewice | V             | 9/14             |                          |
| 2005/2006 | klasa okręgowa, gr. Skierniewice | V             | 2/15             |                          |
| 2006/2007 | klasa okręgowa, gr. Skierniewice | V             | 3/14             |                          |
| 2007/2008 | klasa okręgowa, gr. Skierniewice | V             | 3/14             |                          |
| 2008/2009 | klasa okręgowa, gr. Skierniewice | VI            | 2/14             | [ a ]                    |
| 2009/2010 | klasa okręgowa, gr. Skierniewice | VI            | 3/14             |                          |
| 2010/2011 | klasa okręgowa, gr. Skierniewice | VI            | 9/14             | [ b ]                    |
| 2011/2012 | klasa okręgowa, gr. Skierniewice | VI            | 7/14             | [ c ]                    |
| 2012/2013 | klasa okręgowa, gr. Skierniewice | VI            | 2/13             | awans                    |
| 2013/2014 | IV liga, gr. łódzka              | V             | 5/20             |                          |
| 2014/2015 | IV liga, gr. łódzka              | V             | 17/18            | spadek                   |
| 2015/2016 | klasa okręgowa, gr. Skierniewice | VI            | 2/14             |                          |
| 2016/2017 | klasa okręgowa, gr. Skierniewice | VI            | 5/13             |                          |
| 2017/2018 | klasa okręgowa, gr. Skierniewice | VI            | 4/14             |                          |
| 2018/2019 | klasa okręgowa, gr. Skierniewice | VI            | 13/16            |                          |
| 2019/2020 | klasa okręgowa, gr. Skierniewice | VI            | 11/16            | [ f ]                    |
| 2020/2021 | klasa okręgowa, gr. Skierniewice | VI            | 6/19             |                          |
| 2021/2022 | klasa okręgowa, gr. Skierniewice | VI            | 2/16             | przegrane baraże o awans |
| 2022/2023 | klasa okręgowa, gr. Skierniewice | VI            | 6/16             |                          |
| 2023/2024 | klasa okręgowa, gr. Skierniewice | VI            | 7/16             |                          |
| 2024/2025 | klasa okręgowa, gr. Skierniewice | VI            | 10/16            |                          |

## Prezesi klubu od 2005 roku
- Józef Paradowski
- Sławomir Paradowski
- Leszek Koźbiał
- Piotr Gierach
- Rafał Rożek
- Piotr Wysocki
- Piotr Mularczyk (od marca 2018)

## Wychowankowie
Wychowankami Widoku Skierniewice są zawodnicy:
- Wojciech Borowiec – Unia Skierniewice i MKS Kutno – III liga (sezon 2012/13)[6]
- Piotr Kocęba[7]
- Tomasz Cybulski[8]
- Tomasz Gręda[9]